# Luca Stephenson
Luca Stephenson (* 17. September 2003 in Sunderland) ist ein englischer Fußballspieler, der beim FC Liverpool unter Vertrag steht und an Dundee United verliehen ist.

## Karriere
Luca Stephenson begann seine Karriere in der Jugendakademie des AFC Sunderland in seiner Geburtsstadt. Im September 2018 wechselte Stephenson als Jugendspieler zum FC Liverpool. Im September 2020 unterschrieb Stephenson seinen ersten Profivertrag in Liverpool, den er im Februar 2022 verlängerte. In der Saison 2020/21 war er Mannschaftskapitän der U18 von Liverpool. Ab dem Jahr 2021 spielte Stephenson für die U21 und U23 in der Premier League 2.
Am 1. September 2023 wechselte Stephenson auf Leihbasis für eine Saison zum englischen Viertligisten AFC Barrow. Am 5. September gab er sein Profidebüt in einem Spiel der EFL Trophy gegen den FC Blackpool an der Holker Street. Drei Wochen später gab er auch sein Ligadebüt gegen die Doncaster Rovers, als er in der 62. Minute für Tyrell Warren eingewechselt wurde. Am 14. Oktober 2023 stand Stephenson erstmals in der Startelf, als Barrow gegen Milton Keynes Dons spielte. Während seiner Zeit bei Barrow wurde Stephenson hauptsächlich als Rechtsverteidiger eingesetzt. Für die Mannschaft absolvierte er insgesamt 30 Ligaspiele in der Saison 2023/24.
Im August 2024 wurde Stephenson für die gesamte Saison 2024/25 zum schottischen Erstligaaufsteiger Dundee United verliehen. Bei seinem Debüt in der Scottish Premiership erzielte er sein erstes Profitor, als er zur Führung bei einem 2:0-Sieg gegen den FC St. Johnstone traf.